# Д’Аркур, Пьер
Пьер д’Аркур (фр. Pierre d'Harcourt; 8 августа 1550 — август 1627, Кан), 1-й маркиз де Бёврон — французский военный и государственный деятель.

## Биография
Сын Ги д’Аркура, барона де Бёврона, и Мари де Сен-Жермен.
В детстве назначен придворным к юному Карлу IX.
Участвовал в битвах при Сен-Дени, Жарнаке, Монконтуре, и осаде Алансона, где был знаменосцем роты жандармов сеньора де Матиньона.
24 сентября 1574 Генрих III пожаловал ему орден Святого Михаила, в 1580 поручил командование отрядом из 50 жандармов, с которым д’Аркур принимал участие во многих событиях времен Католической лиги. В августе 1593 Генрих IV возвел баронию Бёврон в ранг маркизата.
Оказал важные услуги Людовику XIII во время гражданских войн, в 1611 году был пожалован в рыцари орденов короля.
В 1613 году представил комиссии маршала Монтиньи и маркиза де Сурдеака доказательства своего знатного происхождения, восходящего к 910 году. Повторил их перед церковной комиссией кардинала Дюперрона в 1620 года, но орден Святого Духа так и не получил.
При Генрихе III был хранителем орифламмы, как ранее его отец, и получил в награду 1200 экю золотом.

## Семья
Жена (30.11.1578): Жилонна Гойон де Матиньон (ок. 1562—1641), дочь маршала Матиньона (1525—1598) и Франсуазы де Дайон дю Люд (ок. 1540 — ?)
Дети:
- Шарль д’Аркур (1584—1609). Жена (11.04.1609): Жаклин д’О, дама де Френ и де Вериньи, дочь Шарля д’О, сеньора де Байе, и Жаклин Жерар де Бафош
- Жак II д’Аркур (1585—1622), граф де Конак. Жена: Элеонора Шабо де Сен-Желе, графиня де Конак, дочь Леонора Шабо, барона де Жарнака, и Мари де Рошешуар
- Анри-Рене д’Аркур (5.08 — 13.09.1597), барон де Мениль-Бю и де Монтюшон
- Франсуа II д’Аркур (1598—1658), маркиз де Бёврон. Жена (27.06.1626): Рене д’Эпине де Сен-Люк (ок. 1606—1639), дама д’Экто, Сен-Лоран де Бредеван и Сен-Совер де Прето, дочь Тимолеона д’Эпине, маркиза де Сен-Люка, и Генриетты де Бассомпьер
- Ги д’Аркур (19.12.1601 — 3.11.1628), барон де Сьерре, называемый маркизом де Бёвроном.
- Оде д’Аркур (ум. 1661), маркиз де Тюри. Жена (29.09.1636): Мари дю Перье, дочь Жака дю Перье, сеньора д’Амфревиля, и Жанны де Лонге
- Леонор д’Аркур (4.11.1604 — 14.01.1605), сеньор де Френе-ле-Пусё
- Франсуаза д’Аркур (17.10.1589 — 1.08.1651). Муж 1) (2.02.1606): Франсуа Жиффар, маркиз де Ламарзельер; 2) (04.1645): Анри-Робер II де Ла Марк (1575—1652), титулярный герцог де Буйон, граф де Брен, сын Шарля-Робера де Ламарка